# 1990-es labdarúgó-világbajnokság-selejtező (UEFA – 3. csoport)
Az 1990-es labdarúgó-világbajnokság európai 3. selejtezőcsoportjának mérkőzéseit, és a csoport végeredményét tartalmazó lapja. A csoportban körmérkőzéses, oda-visszavágós rendszerben játszottak egymással a labdarúgó-válogatottak. A selejtezőket 1988. augusztus 31. és 1989. november 15. között rendezték. Az első két helyezett automatikus résztvevője lett az 1990-es labdarúgó-világbajnokságnak.
A csoportban Ausztria, Izland, az NDK, a Szovjetunió és Törökország szerepelt.
Szovjetunió végzett az első helyen és kijutott az 1990-es világbajnokságra, a második helyet pedig Ausztria szerezte meg és szintén kijutott a világbajnokságra.

## Tabella
| Hely. | Csapat      | M | Gy | D | V | G+ | G– | Gk | P  | Továbbjutás                          |     | Szovjetunió | Ausztria | Törökország | Német Demokratikus Köztársaság | Izland |
| ----- | ----------- | - | -- | - | - | -- | -- | -- | -- | ------------------------------------ | --- | ----------- | -------- | ----------- | ------------------------------ | ------ |
| 1.    | Szovjetunió | 8 | 4  | 3 | 1 | 11 | 4  | +7 | 11 | Kijutott az 1990-es világbajnokságra |     | —           | 2–0      | 2–0         | 3–0                            | 1–1    |
| 2.    | Ausztria    | 8 | 3  | 3 | 2 | 9  | 9  | 0  | 9  | Kijutott az 1990-es világbajnokságra |     | 0–0         | —        | 3–2         | 3–0                            | 2–1    |
| 3.    | Törökország | 8 | 3  | 1 | 4 | 12 | 10 | +2 | 7  |                                      |     | 0–1         | 3–0      | —           | 3–1                            | 1–1    |
| 4.    | NDK         | 8 | 3  | 1 | 4 | 9  | 13 | −4 | 7  |                                      | 2–1 | 1–1         | 0–2      | —           | 2–0                            |        |
| 5.    | Izland      | 8 | 1  | 4 | 3 | 6  | 11 | −5 | 6  |                                      | 1–1 | 0–0         | 2–1      | 0–3         | —                              |        |

## Mérkőzések
| 1988. augusztus 31. |

| Izland         | 1 – 1       | Szovjetunió     |
| -------------- | ----------- | --------------- |
| Grétarsson 10' | Jegyzőkönyv | Litovcsenko 75' |

| Laugardalsvöllur, Reykjavík Nézőszám: 7,982 Játékvezető: Alan Snoddy (északír) |

| 1988. október 12. |

| Törökország      | 1 – 1       | Izland       |
| ---------------- | ----------- | ------------ |
| Ünal Karaman 73' | Jegyzőkönyv | Torfason 62' |

| İnönü Stadion, Isztambul Nézőszám: 25,680 Játékvezető: Ovadia Ben Itzhak (izraeli) |

| 1988. október 19. |

| Szovjetunió                   | 2 – 0       | Ausztria |
| ----------------------------- | ----------- | -------- |
| Mihajlicsenko 46' Zavarov 68' | Jegyzőkönyv |          |

| Köztársasági stadion, Kijev Nézőszám: 95,000 Játékvezető: Rune Larsson (svéd) |

| 1988. október 19. |

| NDK          | 2 – 0       | Izland |
| ------------ | ----------- | ------ |
| Thom 34' 88' | Jegyzőkönyv |        |

| Friedrich-Ludwig-Jahn-Sportpark, Berlin Nézőszám: 12,300 Játékvezető: Einar Halle (norvég) |

| 1988. november 2. |

| Ausztria                   | 3 – 2       | Törökország        |
| -------------------------- | ----------- | ------------------ |
| Polster 38' Herzog 42' 54' | Jegyzőkönyv | Uçar 61' Çolak 81' |

| Prater stadion, Bécs Nézőszám: 27,000 Játékvezető: Tullio Lanese (olasz) |

| 1988. november 30. |

| Törökország             | 3 – 1       | NDK      |
| ----------------------- | ----------- | -------- |
| Çolak 23' 63' Çetin 69' | Jegyzőkönyv | Thom 76' |

| İnönü Stadion, Isztambul Nézőszám: 42,000 Játékvezető: Németh Lajos (magyar) |

| 1989. április 12. |

| NDK | 0 – 2       | Törökország          |
| --- | ----------- | -------------------- |
|     | Jegyzőkönyv | Çolak 21' Dilmen 88' |

| Ernst Grube stadion, Magdeburg Nézőszám: 23,000 Játékvezető: Jan Damgaard (dán) |

| 1989. április 26. |

| Szovjetunió                                    | 3 – 0       | NDK |
| ---------------------------------------------- | ----------- | --- |
| Dobrovolszkij 3' Litovcsenko 20' Protaszov 40' | Jegyzőkönyv |     |

| Köztársasági stadion, Kijev Nézőszám: 100,000 Játékvezető: Douglas Hope (skót) |

| 1989. május 10. |

| Törökország | 0 – 1       | Szovjetunió       |
| ----------- | ----------- | ----------------- |
|             | Jegyzőkönyv | Mihajlicsenko 41' |

| İnönü Stadion, Isztambul Nézőszám: 45,000 Játékvezető: Michel Vautrot (francia) |

| 1989. május 20. |

| NDK         | 1 – 1       | Ausztria   |
| ----------- | ----------- | ---------- |
| Kirsten 86' | Jegyzőkönyv | Polster 3' |

| Zentralstadion, Lipcse Nézőszám: 22,000 Játékvezető: Alphonse Constantin (belga) |

| 1989. május 31. |

| Szovjetunió       | 1 – 1       | Izland        |
| ----------------- | ----------- | ------------- |
| Dobrovolszkij 65' | Jegyzőkönyv | Akselsson 86' |

| Lenin Stadion, Moszkva Nézőszám: 60,654 Játékvezető: Timo Keltonen (finn) |

| 1989. június 14. |

| Izland | 0 – 0       | Ausztria |
| ------ | ----------- | -------- |
|        | Jegyzőkönyv |          |

| Laugardalsvöllur, Reykjavík Nézőszám: 10,535 Játékvezető: Howard King (walesi) |

| 1989. augusztus 23. |

| Ausztria                   | 2 – 1       | Izland          |
| -------------------------- | ----------- | --------------- |
| Pfeifenberger 47' Zsak 62' | Jegyzőkönyv | Margeirsson 48' |

| stadion Lehen, Salzburg Nézőszám: 16,000 Játékvezető: Peter Mikkelsen (dán) |

| 1989. szeptember 6. |

| Ausztria | 0 – 0       | Szovjetunió |
| -------- | ----------- | ----------- |
|          | Jegyzőkönyv |             |

| Prater stadion, Bécs Nézőszám: 62,500 Játékvezető: Keith Hackett (angol) |

| 1989. szeptember 6. |

| Izland | 0 – 3       | NDK                           |
| ------ | ----------- | ----------------------------- |
|        | Jegyzőkönyv | Sammer 55' Ernst 63' Doll 65' |

| Laugardalsvöllur, Reykjavík Nézőszám: 7,124 Játékvezető: Keith Cooper (walesi) |

| 1989. szeptember 20. |

| Izland            | 2 – 1       | Törökország |
| ----------------- | ----------- | ----------- |
| Pétursson 56' 72' | Jegyzőkönyv | Uçar 85'    |

| Laugardalsvöllur, Reykjavík Nézőszám: 3,451 Játékvezető: José Pérez Sánchez (spanyol) |

| 1989. október 8. |

| NDK                 | 2 – 1       | Szovjetunió     |
| ------------------- | ----------- | --------------- |
| Thom 81' Sammer 83' | Jegyzőkönyv | Litovcsenko 74' |

| Ernst-Thälmann stadion, Karl-Marx-Stadt Nézőszám: 15,900 Játékvezető: Bo Helén (svéd) |

| 1989. október 25. |

| Törökország             | 3 – 0       | Ausztria |
| ----------------------- | ----------- | -------- |
| Dilmen 12' 52' Uçar 60' | Jegyzőkönyv |          |

| Ali Sami Yen Stadion, Isztambul Nézőszám: 33,465 Játékvezető: Jozef Marko (csehszlovák) |

| 1989. november 15. |

| Szovjetunió       | 2 – 0       | Törökország |
| ----------------- | ----------- | ----------- |
| Protaszov 68' 79' | Jegyzőkönyv |             |

| Lokomotiv stadion, Szimferopol Nézőszám: 28,000 Játékvezető: Dieter Pauly (nyugatnémet) |

| 1989. november 15. |

| Ausztria                      | 3 – 0       | NDK |
| ----------------------------- | ----------- | --- |
| Polster 2' 23' (11-esből) 61' | Jegyzőkönyv |     |

| Prater stadion, Bécs Nézőszám: 55,000 Játékvezető: Piotr Werner (lengyel) |

## Góllövőlista
| 5 gólos - Toni Polster - Tanju Çolak 4 gólos - Andreas Thom 3 gólos - Hennagyij Litovcsenko - Oleh Protaszov - Rıdvan Dilmen - Feyyaz Uçar 2 gólos - Andreas Herzog - Matthias Sammer - Pétur Pétursson - Igor Dobrovolszkij - Olekszij Mihajlicsenko | 1 gólos - Heimo Pfeifenberger - Manfred Zsak - Thomas Doll - Rainer Ernst - Ulf Kirsten - Halldór Akselsson - Sigurður Grétarsson - Ragnar Margeirsson - Guðmundur Torfason - Olekszandr Zavarov - Oğuz Çetin |